# Литч, Дэвид
Дэвид Литч (англ. David Leitch) — американский режиссёр, постановщик трюков, каскадёр, актёр и продюсер. Дебютировав в качестве со-режиссёра в фильме «Джон Уик» (2014). Позже стал режиссёром таких фильмов, как «Взрывная блондинка» (2017), «Дэдпул 2» (2018), «Форсаж: Хоббс и Шоу» (2019).

## Карьера
Был каскадёром-дублёром Брэда Питта и два раза каскадёром-дублёром Жан-Клода Ван Дамма. В 1997 году совместно с Чадом Стахелски открыл компанию по производству экшн-дизайна 87Eleven. Вместе со своей командой выиграл две премии Гильдии киноактеров за фильм «Ультиматум Борна». В 2008 году стал лауреатом каскадёрской премии «Таурус», совместно с коллегой-каскадёром Каем Мартином за лучшие высотные трюки. Стал сценаристом сатирического боевика Признания звезды боевиков, выпущенного в 2009 году.
В качестве режиссёра дебютировал в фильме 2014 года «Джон Уик» совместно с Чадом Стахелски, при этом в титрах как режиссёр не значится.
В 2017 году снял триллер «Взрывная блондинка» с Шарлиз Терон в главной роли и «Дэдпул 2», продолжение фильма 2016 года, а затем — «Форсаж: Хоббс и Шоу», спин-офф франшизы «Форсаж».
В 2020 году начал работу над адаптацией романа Котаро Исаки «Поезд убийц», в июле к проекту присоединился Брэд Питт, а позже — Аарон Тейлор-Джонсон и Брайан Тайри Генри. В мировой прокат фильм под названием «Быстрее пули» вышел 5 августа 2022 года. Несмотря на кассовый успех, картина получила смешанные отзывы от критиков.
В апреле 2022 года Литч покинул производство фильма Netflix Fast and Loose c Уиллом Смитом, ради фильма «Каскадёры» для Universal Pictures. Премьера фильма состоялась в марте 2024 года на кинофестивале South by Southwest, сценарий написал Дрю Пирс, главные роли исполнили Эмили Блант и Райан Гослинг. В феврале того же года, студия Universal планировала назначить Литча режиссёром перезапуска франшизы «Парк юрского периода», но он покинул проект из-за творческих разногласий.
| Даниэл Бернхардт | X | X |   |   | X |   |
| Эдди Марсан      |   | X |   | Х | Х |   |
| Джеймс Макэвой   |   | Х |   | Х |   |   |
| Билл Скарсгард   |   | Х |   | Х |   |   |
| Райан Рейнольдс  |   |   | Х | Х | Х | X |
| Роб Делейни      |   |   |   | Х | Х |   |
| Зази Битц        |   |   |   | Х |   | Х |
| Брэд Питт        |   |   |   | Х |   | Х |

## Фильмография
| 2005 | Признания звезды боевиков  | Нет                | Да  | Нет            |                                                |
| 2007 | Фетч                       | Нет                | Нет | Исполнительный | Короткометражный фильм                         |
| 2014 | Джон Уик                   | Не указан в титрах | Нет | Да             | Режиссёрский дебют Совместно с Чадом Стахелски |
| 2017 | Джон Уик 2                 | Нет                | Нет | Исполнительный |                                                |
| 2017 | Дэдпул: Никаких добрых дел | Да                 | Нет | Нет            | Короткометражный фильм                         |
| 2017 | Взрывная блондинка         | Да                 | Нет | Нет            |                                                |
| 2018 | Дэдпул 2                   | Да                 | Нет | Нет            |                                                |
| 2019 | Форсаж: Хоббс и Шоу        | Да                 | Нет | Нет            |                                                |
| 2021 | Никто                      | Нет                | Нет | Да             |                                                |
| 2021 | Кейт                       | Нет                | Нет | Да             |                                                |
| 2022 | Быстрее пули               | Да                 | Нет | Да             |                                                |
| 2022 | Жестокая ночь              | Нет                | Нет | Да             |                                                |
| 2024 | Каскадёры                  | Да                 | Нет | Да             |                                                |
| 2025 | Любовь — боль              | Нет                | Нет | Да             |                                                |
| 2025 | Никто 2                    | Нет                | Нет | Да             |                                                |
| 2026 | Как ограбить банк          | Да                 | Нет | Да             |                                                |
| TBA  | Gears of War               | Да                 |     |                |                                                |

### Режиссёр второго плана
- В аду (2003)
- Полуночный экспресс (2008)
- Ниндзя-убийца (2009)
- Король борцов (2010)
- Механик (2011)
- Конан-варвар (2011)
- Время (2011)
- Охотники на ведьм (2013)
- Паркер (2013)
- Телеведущий 2: И снова здравствуйте (2013)
- Росомаха: Бессмертный (2013)
- План побега (2013)
- Черепашки-ниндзя (2014)
- Хитмэн: Агент 47 (2015)
- Мир юрского периода (2015)
- Первый мститель: Противостояние (2016)
- Черепашки-ниндзя 2 (2016)

### Актёр
| 2002 | Девять жизней             | Пол                                 |                                                                                                  |
| 2003 | В аду                     | Пол                                 |                                                                                                  |
| 2005 | V — значит вендетта       | Грабитель магазина в маске V        |                                                                                                  |
| 2005 | Признания звезды боевиков | Фрэнк Следж                         |                                                                                                  |
| 2007 | Фетч                      | Джон «Фетч» Фетчер                  | Короткометражный фильм                                                                           |
| 2009 | Ниндзя-убийца             | Дверной охранник Европола           |                                                                                                  |
| 2010 | Король борцов             | Тэрри Богард                        |                                                                                                  |
| 2011 | Механик                   | Себастиян                           |                                                                                                  |
| 2012 | Эволюция Борна            | Водитель                            | камео                                                                                            |
| 2013 | План побега               | капитан корабля / старший лейтенант | камео                                                                                            |
| 2018 | Дэдпул 2                  | Джаггернаут / узник в конвое        | Предоставил захват движения на съемках, Райан Рейнольдс предоставил захват движения лица и голос |
| 2019 | Форсаж: Хоббс и Шоу       | пилот вертолёта                     | камео                                                                                            |
| 2019 | Быстрее пули              | Джефф Зуфелт                        | камео                                                                                            |

### Трюки
- Perfect Target (1997)
- Оргазмо (1997)
- Почти герои (1998)
- БЕЙСкетбол (1998)
- Блэйд (1998)
- Закон мести (1999)
- Бойцовский клуб (1999)
- The Right Hook (2000)
- Дом большой мамочки (2000)
- Yup Yup Man (2000)
- Bad Seed (2000)
- Военный ныряльщик (2000)
- Замена 4: Без права на поражение (2001)
- Медвежатник (2001)
- Мексиканец (2001)
- Репликант (2001)
- Одиннадцать друзей Оушена (2001)
- Шпионские игры (2001)
- Ночь в баре Маккула (2001)
- Призраки Марса (2001)
- Корки Романо (2001)
- Тайна ордена (2001)
- Мошенники (2002)
- Сорвиголова (2003)
- В аду (2003)
- Фаворит (2003)
- S.W.A.T.: Спецназ города ангелов (2003)
- Матрица: Перезагрузка (2003)
- Матрица: Революция (2003)
- Застрял в тебе (2003)
- Троя (2004)
- U-429: Подводная тюрьма (2004)
- Ван Хельсинг (2004)
- Константин: Повелитель тьмы (2005)
- Три икса 2: Новый уровень (2005)
- Мистер и миссис Смит (2005)
- Придурки из Хаззарда (2005)
- Миссия «Серенити» (2005)
- V — значит вендетта (2005)
- Другой мир: Эволюция (2006)
- Когда звонит незнакомец (2006)
- Пивфест (2006)
- 300 спартанцев (2006)
- Пророк (2007)
- Ультиматум Борна (2007)
- Вторжение (2007)
- Шары ярости (2007)
- Генное поколение (2007)
- Маменькин сынок (2007)
- Телепорт (2008)
- Спиди-гонщик (2008)
- Полуночный экспресс (2008)
- Опасный Бангкок (2008)
- Ангелы и демоны (2009)
- Люди Икс: Начало. Росомаха (2009)
- Мальчишник в Вегасе (2009)
- Трон: Наследие (2010)
- Механик (2011)
- Конан-варвар (2011)
- Время (2011)
- Муви 43: "Happy Birthday" segment (2013)
- Восхождение Юпитер (2015)

### Телевидение
| Год       | Название                                  | В титрах как | В титрах как | Роль          | Примечания |
| Год       | Название                                  | Трюки        | Актёр        | Роль          | Примечания |
| --------- | ----------------------------------------- | ------------ | ------------ | ------------- | --- |
| 1995      | Sherman Oaks                              | Да           | Нет          |               | Сезон 1 |
| 1996      | Седьмое небо                              | Да           | Нет          |               | Сезон 1 |
| 1997—2001 | Баффи — истребительница вампиров          | Да           | Нет          |               | Сезон 1 — Эпизоды 2: «The Harvest», 4: «Teacher’s Pet», 7: «Angel» and 9: «The Puppet Show»; Сезон 2 — Епизоды 2: «Some Assembly Required», 5: «Reptile Boy», 8: «The Dark Age», 15: «Phases» and 18: «Killed by Death»; Сезон 3 — Эпизоды 3: «Faith, Hope & Trick», 5: «Homecoming», 7: «Revelations», 9: «The Wish», 12: «Helpless» and 16: «Doppelgangland»; Сезон 5 — Эпизоды 5: «No Place Like Home», 9: «Listening to Fear», 12: «Checkpoint» and 18: «Intervention» |
| 1998      | Китайский городовой                       | Нет          | Да           | Дэвид Хазбро  | Сезон 1 — Эпизоды 2: «Diamond Fever», 3: «Dead Ringers», 4: «Funny Money» and 7: «Trackdown» |
| 1998      | CHiPs '99                                 | Да           | Нет          |               | Телевизионный фильм |
| 1999      | Практика                                  | Да           | Нет          |               | Сезон 4 — Эпизод 10: «Day in Court» |
| 1999      | Стрип                                     | Да           | Нет          |               | Сезон 1 |
| 2000      | Могучие рейнджеры спасение скорости света | Нет          | Да           | Брайан        | Сезон 1 — Эпизод 8: «Up to the Challenge» |
| 2000      | Человек президента                        | Да           | Нет          |               | Телевизионный фильм |
| 2001      | Крутой Уокер: Правосудие по-техасски      | Нет          | Да           | Флойд Джессоп | Сезон 9 — Эпизод 17: «Medieval Crimes» |
| 2001      | Притворщик 2001                           | Да           | Нет          |               | Телевизионный фильм |
| 2001      | Клиника                                   | Да           | Нет          |               | Сезон 1 |
| 2003      | L.A. County 187                           | Нет          | Да           | Серьезный коп | Телевизионный фильм |
| 2004      | Зачарованные                              | Нет          | Да           | Невинный      | Сезон 7 — Эпизод 9: «There’s Something About Leo» |
| 2006      | MTV Movie Awards 2006                     | Да           | Нет          |               | Специальный телевизионный эфир; Каскадер |
| 2006      | Главный госпиталь                         | Да           | Нет          |               | Сезон 1 — Эпизод 1: «Эпизод #1.10967» |

### Компьютерные игры
| Год  | Название                     | В титрах как       | Примечания                                                                                          |
| ---- | ---------------------------- | ------------------ | --------------------------------------------------------------------------------------------------- |
| 1999 | 007: Завтра не умрёт никогда | Трюки              | Sony PlayStation релиз Black Ops Entertainment Совместное издание Electronic Arts и MGM Interactive |
| 2000 | HBO Boxing                   | Постановщик трюков | Sony PlayStation релиз Acclaim Sports и Osiris Studios Издатель Acclaim Entertainment               |